# Rue Victor-Hugo (Bagnolet)
Pour les articles homonymes, voir Rue Victor-Hugo.
La rue Victor-Hugo est une voie située dans le quartier des Coutures à Bagnolet dans le département de la Seine-Saint-Denis en France.

## Situation et accès
Débutant à la rue Édouard-Vaillant, la rue Victor-Hugo est orientée d'ouest en est et croise successivement la rue Jules-Ferry, la rue Gustave-Nickles, le passage Victor-Hugo, la rue de l'Égalité, la rue Étienne-Dolet et la rue Robespierre pour finir à la rue de la Fraternité (partagée entre les communes de Bagnolet, numéros pairs, et de Montreuil, numéros impairs) et se prolonger par la rue des Sorins à Montreuil.
Elle est desservie par la station de métro Robespierre, sur la ligne 9 du métro de Paris.

## Origine du nom

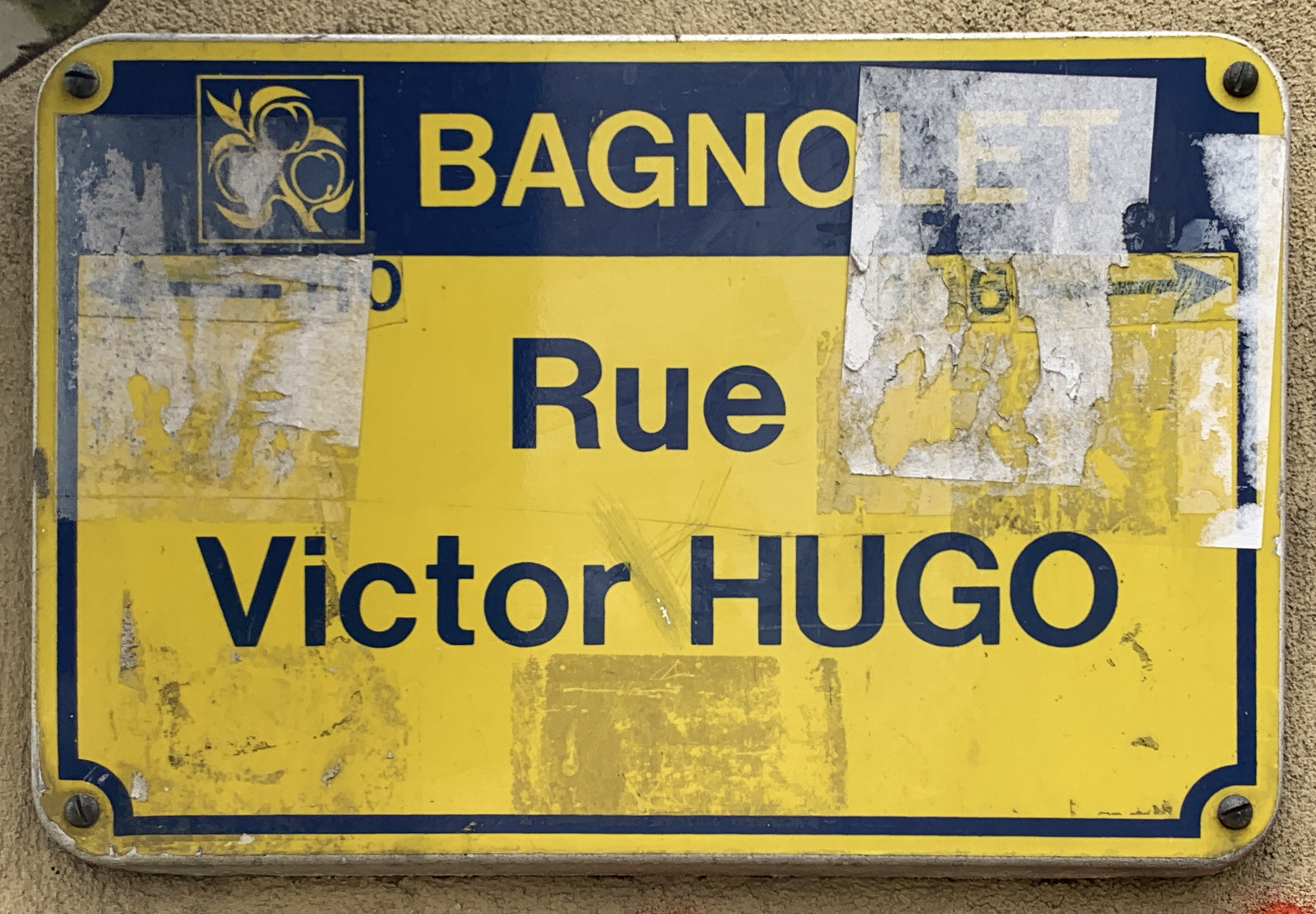
Plaque de la rue.

Elle porte le nom du poète, dramaturge, écrivain et homme politique français Victor Hugo (1802-1885).

## Historique

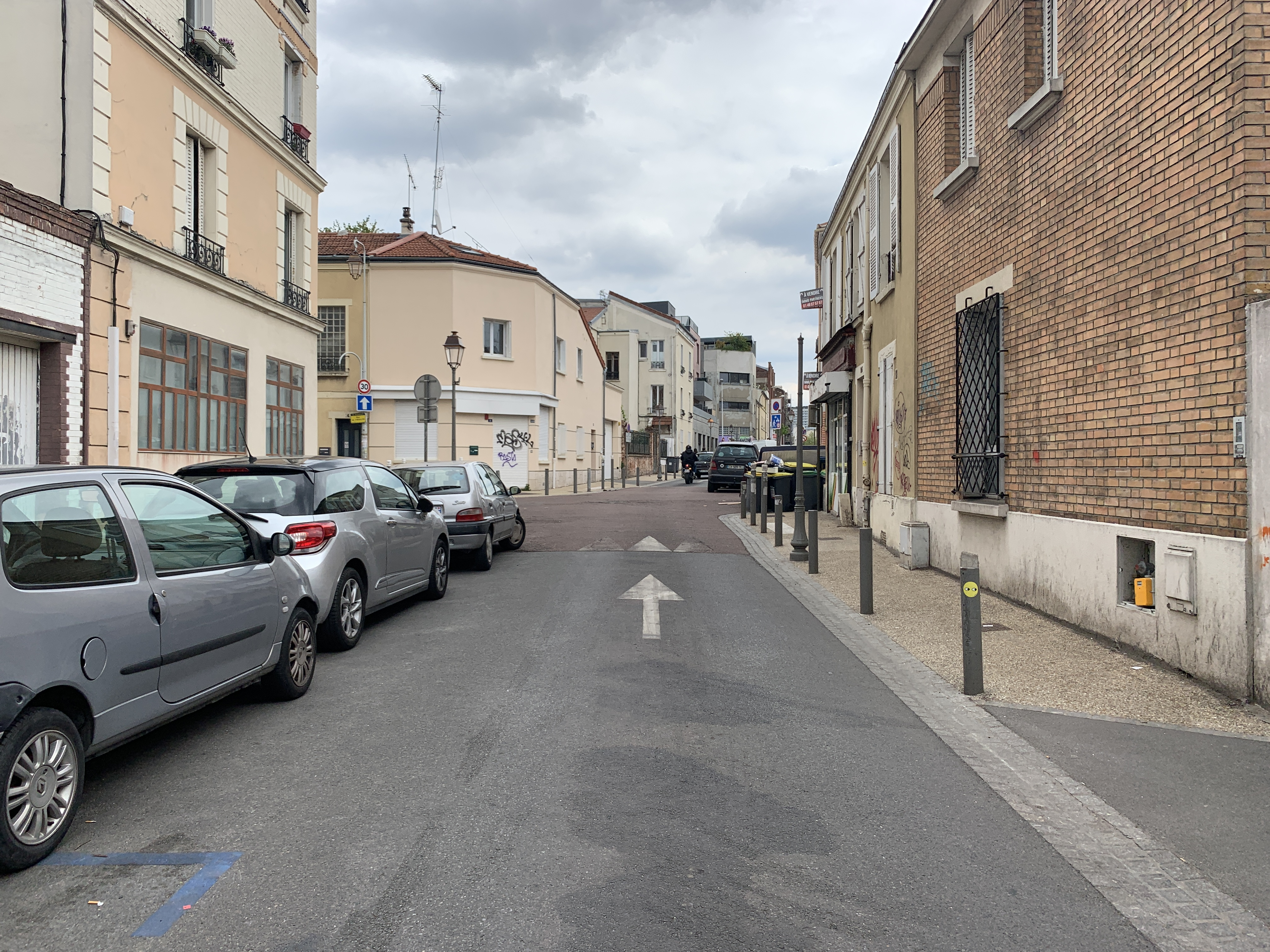
La rue en avril 2021.

Au fil du temps, des logements étaient devenus insalubres, une certaine délinquance s'était installée, des personnes y vivaient dans une certaine précarité. Pour y mettre fin, la municipalité préempta un certain nombre de logements. Dans les années 2010, cette rue subit une transformation complète, accompagnée de l'expulsion d'habitants et de la destruction d'anciens bâtis,. Des squats sont vidés dans des conditions prêtant à controverse.
Le quartier, à partir de cette période, tend à s'améliorer, des bâtiments sont réhabilités et des travaux importants entamés.

## Bâtiments remarquables et lieux de mémoire

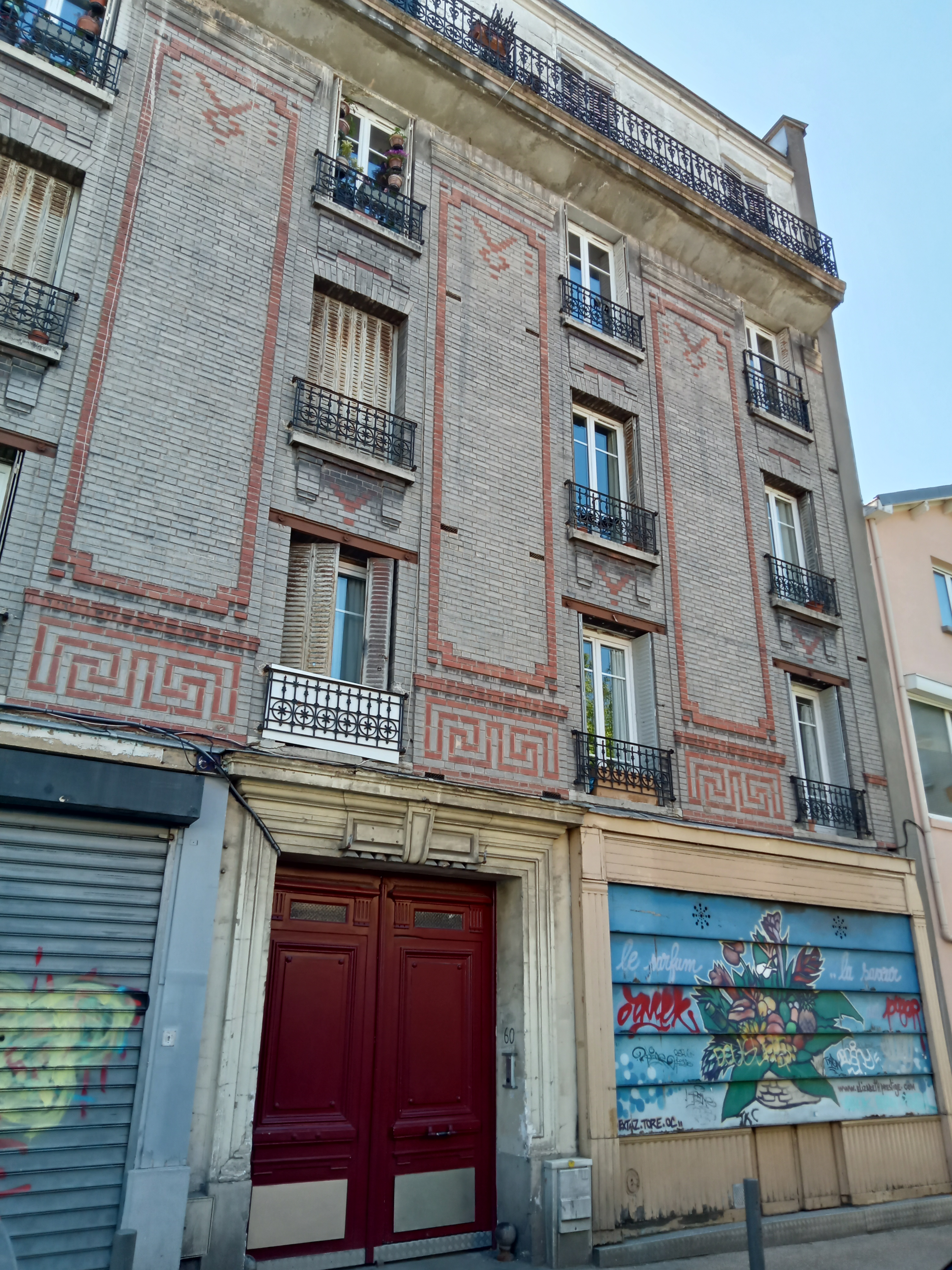
L'immeuble au no 60 au centre de l'histoire de la série L'Agent immobilier (2020).

- L'immeuble du no 60 de la rue est au centre de l'intrigue de la mini-série franco-belge L'Agent immobilier réalisée par les auteurs israéliens Etgar Keret et Shira Geffen, avec Mathieu Amalric et Eddy Mitchell dans les rôles principaux, et diffusée sur Arte en mai 2020.